# Samtgemeinde Baddeckenstedt
La comunità amministrativa di Baddeckenstedt (Samtgemeinde Baddeckenstedt) si trova nel circondario di Wolfenbüttel nella Bassa Sassonia, in Germania.

## Suddivisione
Comprende 6 comuni:
1. Baddeckenstedt
2. Burgdorf
3. Elbe
4. Haverlah
5. Heere
6. Sehlde

Il capoluogo è Baddeckenstedt.